# Zamch
Zamch (ukr. Замх, dawniej również Zamek) – wieś w Polsce, położona w województwie lubelskim, w powiecie biłgorajskim, w gminie Obsza. Leży na Płaskowyżu Tarnogrodzkim i Równinie Biłgorajskiej.
W latach 1975–1998 wieś administracyjnie należała do województwa zamojskiego.
Na terenie wsi utworzono dwa sołectwa: Zamch I i Zamch II. Według Narodowego Spisu Powszechnego z roku 2011 wieś liczyła 1405 mieszkańców i była największą co do liczby ludności miejscowością gminy.
Wieś jest siedzibą rzymskokatolickiej parafii św. Jozafata Kuncewicza.
| W obszar wsi Zamch wchodzą jako integralne części | W obszar wsi Zamch wchodzą jako integralne części | W obszar wsi Zamch wchodzą jako integralne części |
| SIMC                                              | Nazwa                                             | Rodzaj                                            |
| ------------------------------------------------- | ------------------------------------------------- | ------------------------------------------------- |
| 0896189                                           | Nawozy                                            | część wsi                                         |
| 0896195                                           | Parcela                                           | część wsi                                         |
| 0896203                                           | Pardasówka                                        | część wsi                                         |
| 0896210                                           | Podkolonia                                        | część wsi                                         |
| 0896226                                           | Załom Duży                                        | część wsi                                         |
| 0896232                                           | Załom Mały                                        | część wsi                                         |
| 0896249                                           | Zamosty                                           | część wsi                                         |

## Historia
Wieś królewska Zamech w 1515 należała do grodu w Leżajsku, a  w 1589 położona była w starostwie niegrodowym zamechskim w ziemi przemyskiej województwa ruskiego.  Według Narodowego Spisu Powszechnego (III 2011 r.) liczyła 1405 mieszkańców i była największą miejscowością gminy Obsza. Wieś położona w powiecie przemyskim, była własnością Marii Kazimiery Sobieskiej, została spustoszona w czasie najazdu tatarskiego w 1672 roku.
W Zamchu polowali Zygmunt August i Stefan Batory. W utworze Jana Kochanowskiego Dryas Zamechska (Dryas Zamchana Polonice et Latine; Pan Zamchanus) podczas polowania w pobliżu miejscowości Zamch król Stefan Batory spotyka driady.

## Urodzeni w Zamchu
- Rafał Hadziewicz (1803-1886) – malarz, współzałożyciel „Zachęty”
- Antoni Wróbel ps. „Burza-Anton” – dowódca oddziału partyzanckiego BCh, uczestnik największej bitwy partyzanckiej w Polsce, nad rzeką Sopot, zwanej bitwą pod Osuchami. Poległ wraz z oddziałem w walce w uroczysku Maziarze 24 czerwca 1944 roku

## Produkcja rolna
Dominującą produkcją rolną jest tytoń, uprawa zbóż, poza tym hodowla trzody i bydła mlecznego. W uprawach dominuje pszenica ozima i jęczmień jary. Powiększa się areał uprawy truskawek i ziemniaków. Zbyt duże rozdrobnienie gruntów rolnych spowalnia wprowadzanie produkcji wielkotowarowej. Średnia gospodarstw rolnych to 3,5–10 ha. z czego 1/4 zajmują łąki.

## Infrastruktura
Zamch jest wsią zmechanizowaną; 2 sklepy spożywcze, 1 przemysłowy, bar, szkoła, sala gimnastyczna, kościół i samodzielna parafia. Dobra sieć drogowa i dogodne połączenia komunikacyjne. Całkowita telefonizacja, sieć wodociągowa i kanalizacja. Swobodny dostęp do sieci Internet. Duża i dobrze rozmieszczona sieć sprzedaży detalicznej.

## Obiektyzabytkowe
- Cerkiew greckokatolicka z 1842 roku, od 1875 prawosławna, obecnie kościół pw. św. Jozafata
- Zespół cmentarzy: najstarszego, unicko-prawosławnego, prawosławnego i rzymskokatolickiego[15].

## Galeria

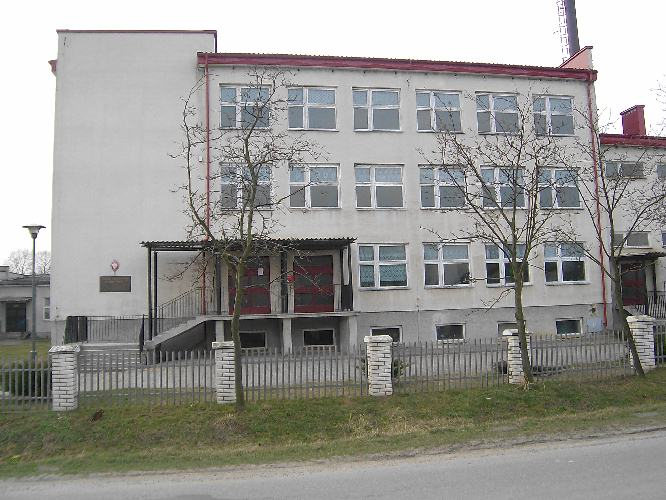
Szkoła Podstawowa im. Jana Pawła II w Zamchu
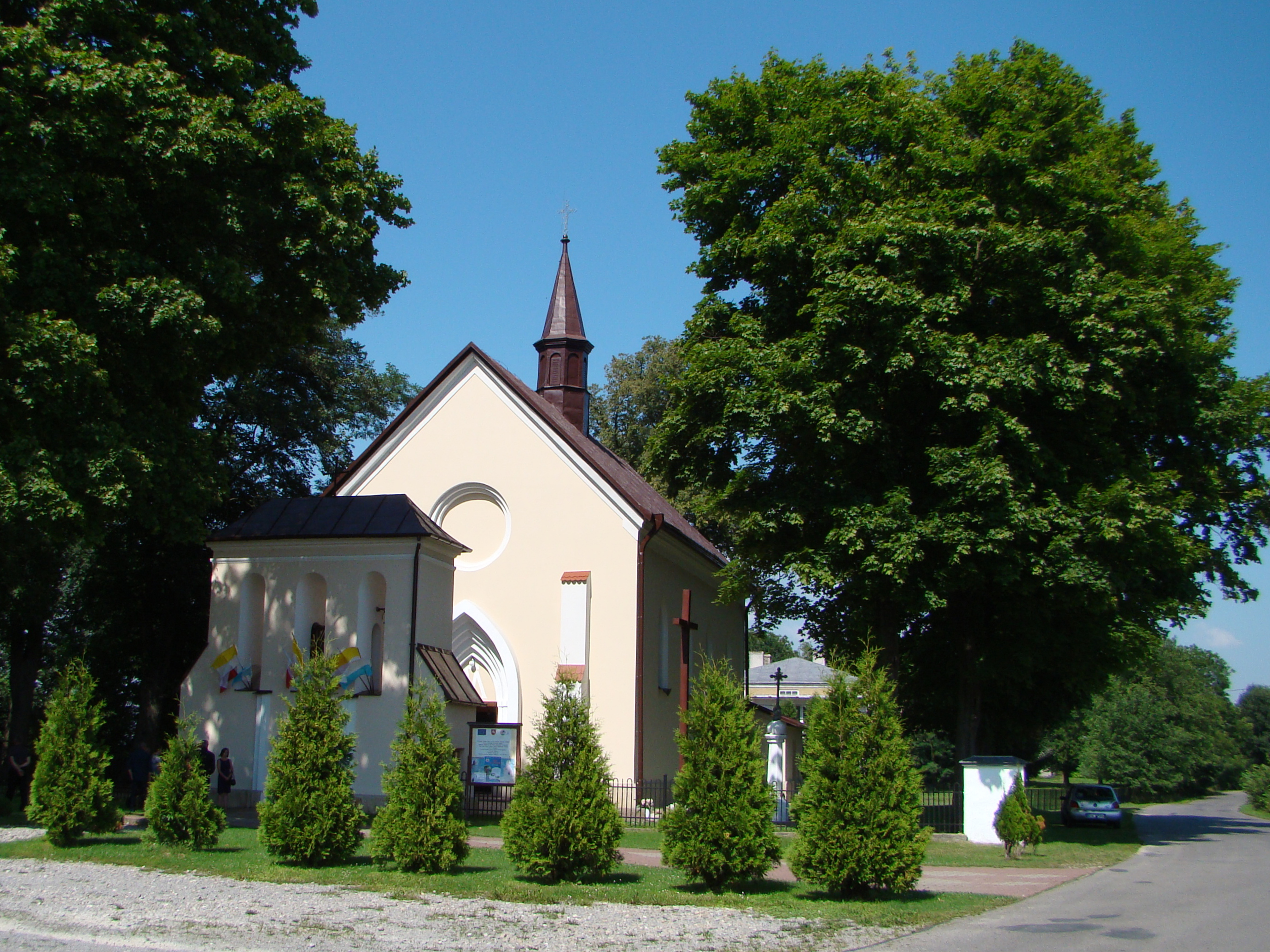
Kościół św. Jozafata i św. Praksedy, dawna cerkiew unicka
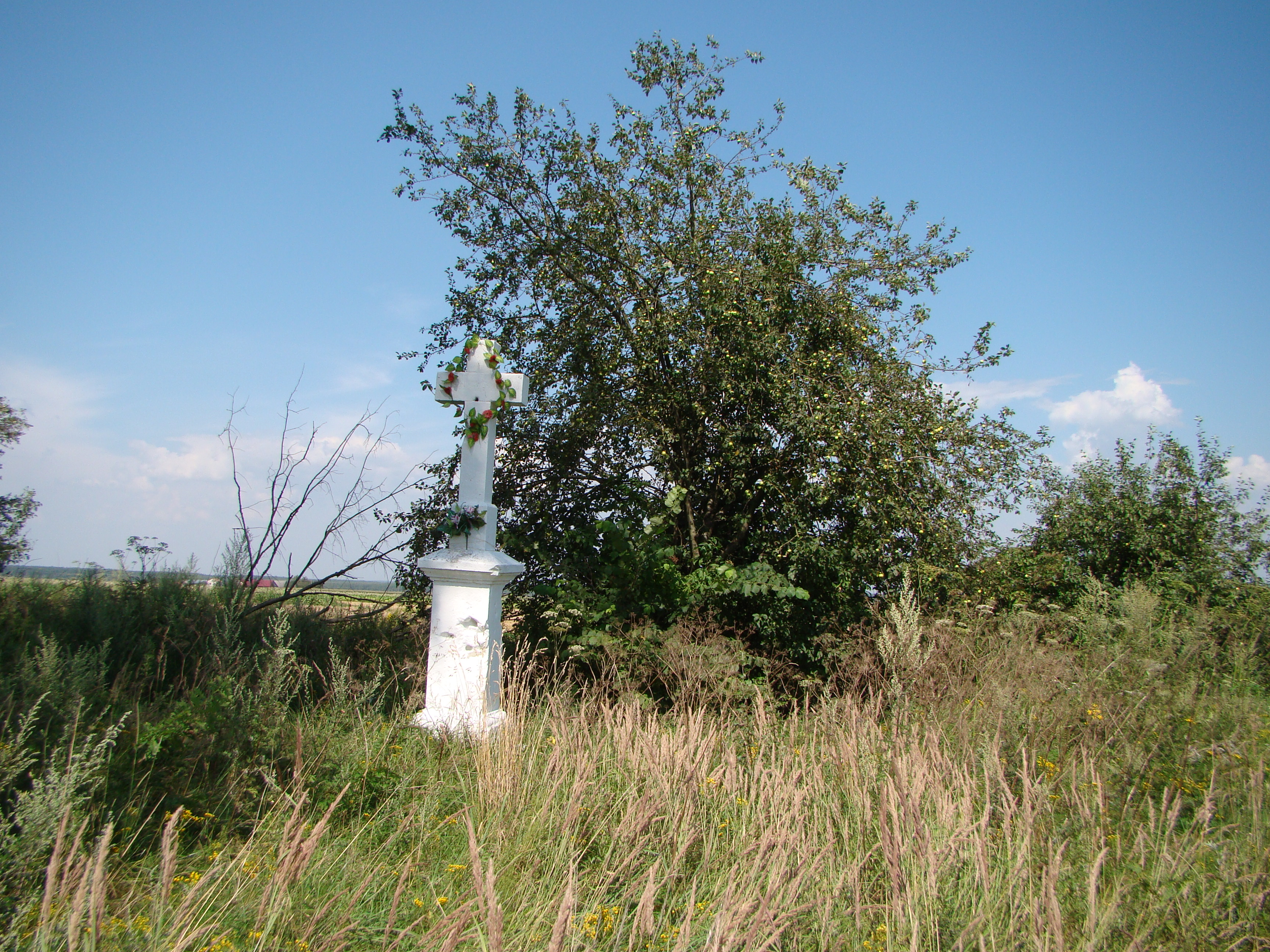
Pozostałość nowego cmentarza prawosławnego w Zamchu
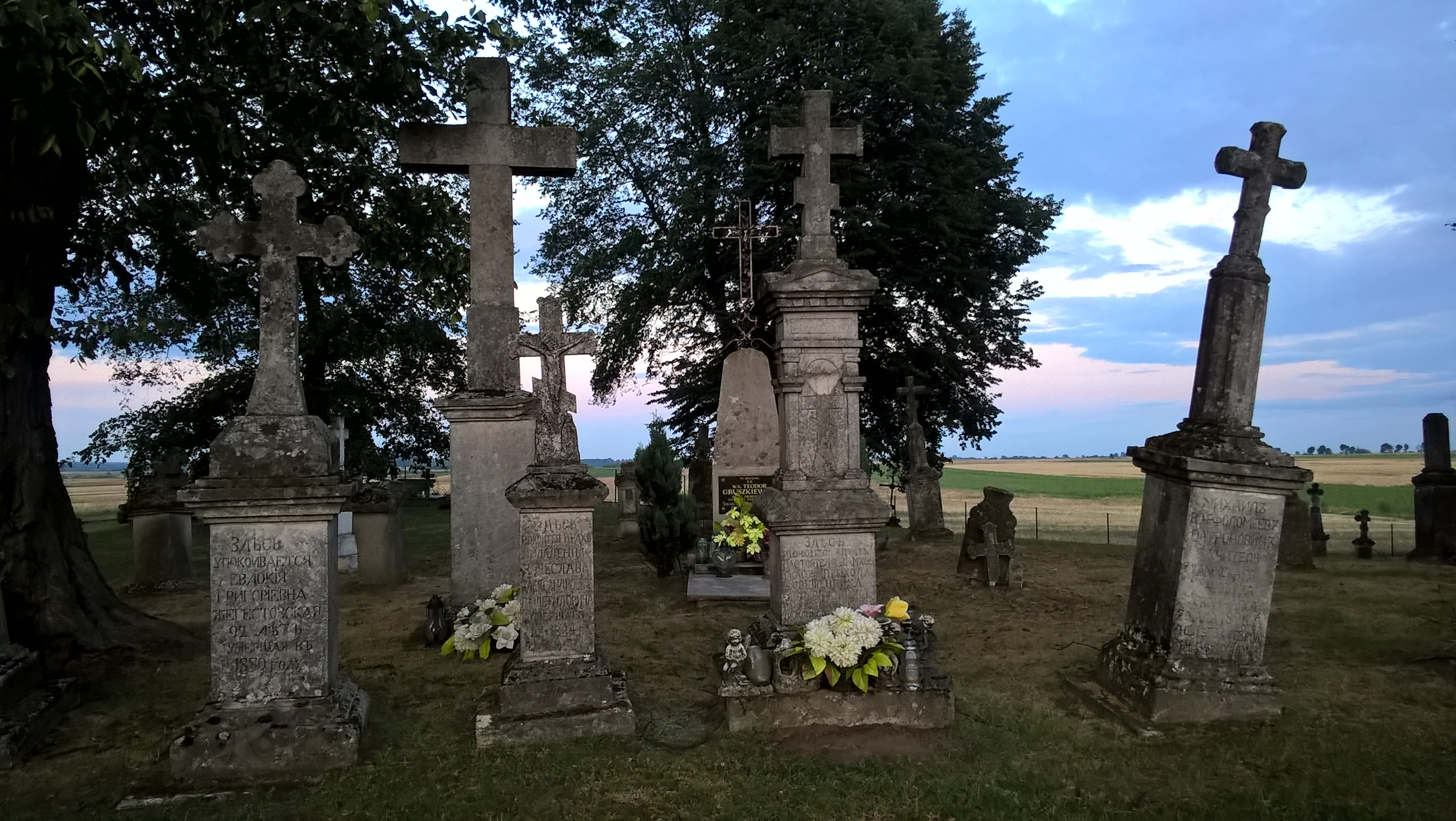
Cmentarz unicko-prawosławny, grupa nagrobków z XIX w.